# 181.ª Divisão de Infantaria (Alemanha)
A 181ª Divisão de Infantaria (em alemão:181. Infanterie-Division) foi uma unidade militar que serviu no Exército alemão durante a Segunda Guerra Mundial.

## Comandantes
| Comandante                      | Data                                          |
| ------------------------------- | --------------------------------------------- |
| Generalleutnant Peter Bielfeld  | 1 de dezembro de 1939 - 10 de janeiro de 1940 |
| Generalleutnant Kurt Woytasch   | 10 de janeiro de 1940 - 1 de março de 1942    |
| Generalleutnant Friedrich Bayer | 1 de março de 1942 - 24 de março de 1942      |
| Generalleutnant Hermann Fischer | 24 de março de 1942 - 1 de outubro de 1944    |
| Generalleutnant Eugen Bleyer    | 1 de outubro de 1944 - 8 de maio de 1945      |

## Oficiais de operações
| Oberstleutnant Ernst Michael               | dezembro de 1939 - janeiro de 1940            |
| Major Wessel Baron Freytag von Loringhoven | janeiro de 1940 - 10 de agosto de 1940        |
| Major Georg von Wühlisch                   | 21 de junho de 1941 - 10 de fevereiro de 1942 |
| Oberstleutnant Horst Böhme                 | 10 de fevereiro de 1942 - 20 de junho de 1944 |
| Oberstleutnant Harold von Höpfner          | 20 de junho de 1944 - 1945                    |

## Área de operações
| Alemanha         | dezembro de 1939 - abril de 1940 |
| Noruega          | abril de 1940 - outubro de 1943  |
| Bálcãs & Áustria | outubro de 1943 - maio de 1945   |